# 1995 UW3
1995 UW3 är en asteroid i huvudbältet som upptäcktes den 20 oktober 1995 av den japanska astronomen Takao Kobayashi vid Ōizumi-observatoriet.
Den tillhör asteroidgruppen Nysa.